# Échauffour
Échauffour – miejscowość i gmina we Francji, w regionie Normandia, w departamencie Orne.
Według danych na rok 1990 gminę zamieszkiwało 735 osób, a gęstość zaludnienia wynosiła 22 osoby/km² (wśród 1815 gmin Dolnej Normandii Échauffour plasuje się na 306. miejscu pod względem liczby ludności, natomiast pod względem powierzchni na miejscu 27.).